# Port lotniczy Rubelsanto
Port lotniczy Rubelsanto (Aeropuerto de Rubelsanto) – port lotniczy zlokalizowany w mieście Rubelsanto w Gwatemali.